# Lucas kriterium
Lucas kriterium är en sats från talteorin och är uppkallat efter den franske matematikern Édouard Lucas (1842-1891). Kriteriet lyder: Om p är ett primtal större än 2, så är Mersennetalet Mp = 2p - 1 ett primtal om och endast om Mp är en delare till det p-1:te Lucastalet Lp-1.
Lucas talföljd bildas rekursivt enligt följande: L1 = 4 och L i+1 = Li2 - 2, varvid man får följden: 4, 14, 194, 37634, 1416317954,...
Med hjälp av kriteriet testade Lucas om M127 = 2127 - 1 var ett primtal och fann att så var fallet. Testet, som utfördes för hand, var klart 1876. Talet var det största kända primtalet fram till 1940-talet.
Exempel. M5 = 25 - 1 = 31. Detta tal delar L4 = 37634 och är därmed, enligt kriteriet, ett primtal.